# Evolution (album của Boyz II Men)
Evolution là album phòng thu thứ ba của nhóm ca R&B người Mỹ Boyz II Men, phát hành ngày 23 tháng 9 năm 1997 bởi Motown Records. Nó được phát hành sau hơn ba năm kể từ album phòng thu trước đã gặt hái nhiều thành công về mặt thương mại, II (1995). Album là sự kết hợp giữa nhiều thể loại nhạc khác nhau, như R&B, pop, hip hop soul và soul với sự tham gia của những cộng tác viên quen thuộc của nhóm là Babyface và Jimmy Jam & Terry Lewis, bên cạnh những nhà sản xuất mới như Sean "Diddy" Combs và Keith Crouch. Đây cũng là album cuối cùng mà Boyz II Men hợp tác với hãng đĩa Motown.
Sau khi phát hành, Evolution nhận được những phản ứng trái chiều từ các nhà phê bình âm nhạc. Nó ra mắt ở vị trí số một trên bảng xếp hạng Billboard 200 với 215.000 bản, trở thành album quán quân thứ hai liên tiếp của nhóm tại Hoa Kỳ. Album được chứng nhận hai đĩa Bạch kim từ Hiệp hội Công nghiệp ghi âm Mỹ (RIAA), công nhận hai triệu bản đã được tiêu thụ tại đây, một kết quả được xem là thất vọng nếu so sánh với thành công của hai album trước. Trên thị trường quốc tế, Evolution lọt vào top 10 trên các bảng xếp hạng ở Úc, Canada, Hà Lan, Pháp, Đức, Nhật  và New Zealand. Tính đến nay, nó đã bán được hơn 4 triệu bản trên toàn thế giới.
Bốn đĩa đơn đã được phát hành từ album, trong đó đĩa đơn đầu tiên "4 Seasons of Loneliness" đã trở thành đĩa đơn quán quân thứ năm của Boyz II Men trên bảng xếp hạng Billboard Hot 100. Đĩa đơn tiếp theo, "A Song for Mama" tiếp tục là một bản hit top 10 tại Hoa Kỳ, và giúp họ trở thành nhóm nhạc duy nhất trong lịch sử có 7 đĩa đơn Bạch kim tại đây. Tuy nhiên, hai đĩa đơn sau là "Can't Let Her Go" và "Doin' Just Fine", chỉ gặt hái những thành công ít ỏi và không thể tiếp nối thành công của hai đĩa đơn trước.
Để quảng bá cho album, nhóm bắt tay thực hiện chuyến lưu diễn Evolution Tour và xuất hiện trên nhiều chương trình truyền hình, như The Rosie O'Donnell Show, The Oprah Winfrey Show, The Tonight Show with Jay Leno, The Vibe Show, The Keenen Ivory Wayans Show và MTV Live.  Một phiên bản tiếng Tây Ban Nha của nó, Evolución, cũng được phát hành và giúp họ chiến thắng một Giải thưởng âm nhạc Billboard Latin cho Album Pop của năm bởi một nghệ sĩ mới. Với Evolution, Boyz II Men đã chiến thắng một giải thưởng Âm nhạc Mỹ cho Ban nhạc Soul/R&B xuất sắc nhất và nhận được hai đề cử giải Grammy cho Album R&B xuất sắc nhất và Trình diễn giọng R&B xuất sắc nhất của bộ đôi hoặc nhóm nhạc với "A Song for Mama".

## Danh sách bài hát
| Evolution - Bản tiêu chuẩn | Evolution - Bản tiêu chuẩn              | Evolution - Bản tiêu chuẩn | Evolution - Bản tiêu chuẩn                 | Evolution - Bản tiêu chuẩn |
| STT                        | Nhan đề                                 | Sáng tác | Sản xuất                                   | Thời lượng                 |
| -------------------------- | --------------------------------------- | --- | ------------------------------------------ | -------------------------- |
| 1.                         | "Doin' Just Fine"                       | Shawn Stockman | Stockman                                   | 5:30                       |
| 2.                         | "Never"                                 | Kenneth "Babyface" Edmonds, Michael McCary, Nathan Morris, Stockman, Wanya Morris                                                     | Babyface                                   | 4:48                       |
| 3.                         | "4 Seasons of Loneliness"               | James Harris III, Terry Lewis | Jimmy Jam & Terry Lewis                    | 4:52                       |
| 4.                         | "Girl in the Life Magazine"             | Kenneth "Babyface" Edmonds | Babyface                                   | 3:29                       |
| 5.                         | "A Song for Mama"                       | Kenneth "Babyface" Edmonds | Babyface                                   | 5:02                       |
| 6.                         | "Can You Stand the Rain"                | James Harris III, Terry Lewis | Boyz II Men                                | 4:02                       |
| 7.                         | "Can't Let Her Go"                      | Sean Combs, Ron "Amen-Ra" Lawrence, Steven "Stevie J" Jordan, McCary, W. Morris, Stockman, N. Morris, Gregory Johnson, Larry Blackmon | Sean "Puffy" Combs, Ron Lawrence, Stevie J | 4:30                       |
| 8.                         | "Baby C'mon"                            | Keith Crouch, McCary, W. Morris, Stockman, N. Morris                                                                                  | Keith Crouch                               | 4:36                       |
| 9.                         | "Come On"                               | Sean Combs, Jeffrey Walker, McCary, W. Morris, Stockman, N. Morris, Chad Elliott, Melissa Elliott, George Pearson, Gordon Sumner      | Sean "Puffy" Combs, J-Dub                  | 5:01                       |
| 10.                        | "All Night Long"                        | John "Jubu" Smith, Keith Crouch, McCary, N. Morris, Stockman, W. Morris                                                               | Keith Crouch                               | 5:15                       |
| 11.                        | "Human II (Don't Turn Your Back on Me)" | Harris III, Lewis, McCary, W. Morris, Stockman, N. Morris                                                                             | Jam and Lewis                              | 4:43                       |
| 12.                        | "To the Limit"                          | Walker, McCary, N. Morris, Sean Combs, Stockman, Steven "Stevie J" Jordan, W. Morris, Bobby Caldwell, Alfons Kettner                  | Sean "Puffy" Combs, J-Dub, Stevie J.       | 5:02                       |
| 13.                        | "Dear God"                              | Durrel Bottoms, Jamar Jones, McCary, N. Morris, Stockman, Todd Huston, Vivian S. Green, W. Morris, Richard Smallwood                  | Boyz II Men, Durrel Bottoms                | 4:58                       |

| Track bổ sung tại Nhật | Track bổ sung tại Nhật | Track bổ sung tại Nhật                 | Track bổ sung tại Nhật | Track bổ sung tại Nhật |
| STT                    | Nhan đề                | Sáng tác                               | Sản xuất               | Thời lượng             |
| ---------------------- | ---------------------- | -------------------------------------- | ---------------------- | ---------------------- |
| 14.                    | "Just Hold On"         | Kenneth "Babyface" Edmonds             | Babyface               | 4:49                   |
| 15.                    | "I Can Love You"       | McCary, N. Morris, Stockman, W. Morris | Boyz II Men            | 4:56                   |

| Track bổ sung tại Pháp | Track bổ sung tại Pháp                 | Track bổ sung tại Pháp                                   | Track bổ sung tại Pháp  | Track bổ sung tại Pháp |
| STT                    | Nhan đề                                | Sáng tác                                                 | Sản xuất                | Thời lượng             |
| ---------------------- | -------------------------------------- | -------------------------------------------------------- | ----------------------- | ---------------------- |
| 16.                    | "Wishes (trình bày bởi Nathan Morris)" | James Harris III, Terry Lewis, N. Morris, Stephen Stills | Jimmy Jam & Terry Lewis | 4:25                   |

### Phiên bản tiếng Tây Ban Nha
1. "4 Estaciones De Soledad (4 Seasons of Loneliness)"
2. "A Mi Me Va Bien (Doin' Just Fine)"
3. "Te Doy Mi Amor (I Can Love You)"
4. "La Chica De La Revista (Girl in the Life Magazine)"
5. "Una Canción Para Mamá (A Song for Mama)"
6. "Yo Te Voy a Amar (I'll Make Love to You)"
7. "No Dejemos Que Muera el Amor (Water Runs Dry)"
8. "Me Rindo Ante Ti (On Bended Knee)"
9. "Yesterday (Spanish Version)"
10. "Al Final Del Camino (End of the Road)"

## Xếp hạng
| Bảng xếp hạng (1997)                     | Vị trí cao nhất |
| ---------------------------------------- | --------------- |
| Album Úc (ARIA)                          | 6               |
| Album Bỉ (Ultratop Wallonie)             | 45              |
| Canada (RPM)                             | 2               |
| Album Canada (Billboard)                 | 2               |
| Album Hà Lan (Album Top 100)             | 7               |
| Châu Âu (Top 100)                        | 18              |
| Album Pháp (SNEP)                        | 7               |
| Đức (Offizielle Top 100)                 | 8               |
| Nhật Bản (Oricon)                        | 7               |
| Malaysia (RIM)                           | 8               |
| Album New Zealand (RMNZ)                 | 6               |
| Album Thụy Điển (Sverigetopplistan)      | 25              |
| Album Thụy Sĩ (Schweizer Hitparade)      | 20              |
| Album Anh Quốc (OCC)                     | 12              |
| Album Anh Quốc R&B (OCC)                 | 2               |
| Album Hoa Kỳ Billboard 200               | 1               |
| Album Hoa Kỳ Top R&B/Hip-Hop (Billboard) | 1               |
| Zimbabwe (ZIMA)                          | 10              |

| Bảng xếp hạng (1997)                  | Vị trí |
| ------------------------------------- | ------ |
| Australian Albums (ARIA)              | 91     |
| Japanese Albums (Oricon)              | 100    |
| US Billboard 200                      | 68     |
| US Top R&B/Hip-Hop Albums (Billboard) | 45     |
| Bảng xếp hạng (1998)                  | Vị trí |
| US Billboard 200                      | 66     |
| US Top R&B/Hip-Hop Albums (Billboard) | 53     |

## Chứng nhận
| Quốc gia                                                                           | Chứng nhận  | Số đơn vị/doanh số chứng nhận |
| ---------------------------------------------------------------------------------- | ----------- | ----------------------------- |
| Úc (ARIA)                                                                          | Vàng        | 35.000^                       |
| Canada (Music Canada)                                                              | 2× Bạch kim | 200.000^                      |
| Hồng Kông (IFPI Hồng Kông)                                                         | Bạch kim    | 20.000*                       |
| Nhật Bản (RIAJ)                                                                    | 2× Bạch kim | 400.000^                      |
| Anh Quốc (BPI)                                                                     | Bạc         | 60.000^                       |
| Hoa Kỳ (RIAA)                                                                      | 2× Bạch kim | 2.000.000^                    |
| * Chứng nhận dựa theo doanh số tiêu thụ. ^ Chứng nhận dựa theo doanh số nhập hàng. |             |                               |